# Margarine-Union
Die Margarine-Union (ab 1972 Union Deutsche Lebensmittelwerke) war ein Lebensmittelunternehmen in Deutschland, das 1929 aus der Fusion der deutschen Geschäfte der Margarine-Unternehmen Jurgens und Van den Bergh entstand und auch lange nach der Fusion des Dachkonzerns mit Lever zu Unilever unter eigenständigem Namen Bestand hatte.

## Geschichte
1869 entwickelte der französische Chemiker Hippolyte Mège-Mouriès im Auftrag der französischen Regierung unter Napoleon III. den ersten pflanzenbasierten Butterersatz (Margarine). 1871 erwarb der niederländische Unternehmer Anton Jurgens das Patent. 1888 gründete der ebenfalls aus den Niederlanden stammende Unternehmer Simon van den Bergh im niederrheinischen Kleve ein Unternehmen für die Herstellung von Margarine im industriellen Maßstab (Margarinewerke Van den Bergh). Jurgens errichtete unweit von Kleve in der Nachbarstadt Goch ebenfalls eine Fabrik zur Margarineherstellung und erwarb später zahlreiche Margarineproduktionsstätten in Deutschland. Im Jahr 1927 verschmolzen die Familien Jurgens und Van den Bergh ihre niederländischen Geschäfte unter dem neuen Namen Margarine Unie sowie ihre britischen Geschäfte unter dem Namen Margarine Union. In Deutschland fusionierten die Geschäftszweige der beiden Unternehmen zwei Jahre später, am 19. Juni 1929 unter dem Namen Jurgens Van den Bergh Margarine-Verkaufs-Union GmbH. Die Margarine-Verkaufs-Union war zuständig für den Vertrieb der Produkte der Margarinefabriken, die teilweise anderen Unternehmen gehörten, und fungierte als Muttergesellschaft für Ölfabriken, Verpackungsfirmen und Einzelhandelsketten, verteilt über das ganze deutsche Reich.
Am 2. September 1929 übernahm die britische Margarine Union die Stammaktien des Seifenherstellers Lever Brothers. Aus der niederländischen Margarine Unie N.V. wurde Unilever N.V. Der neue Name symbolisiert die Verschmelzung von Unie bzw. Union und Lever. Die Geschäfte in Deutschland wurden weiterhin unter dem Namen Margarine-Union geführt.
Ab 1930 fungierte die Dachgesellschaft Margarine-Union AG als Holding für die deutschen Unternehmen. 1935 begann sie, Firmen aufzukaufen. 1939 wurde die Margarinewerke Berolina GmbH aus Berlin-Lichtenberg, die zur Margarine-Union gehörte, auf die AG verschmolzen und gab ihren Firmennamen auf. Da die Fettversorgung der deutschen Bevölkerung im Krieg eine Herausforderung darstellte, versuchte das Unternehmen dies durch den Unterhalt von drei Walfangflotten zu kompensieren. Im Jahr 1941 sollte Unilever durch die Machthaber der NS-Diktatur als Feindvermögen beschlagnahmt werden. Eine Untersuchung dafür soll ein großes, dezentrales Konzerngeflecht gezeigt haben, dessen einzelne Glieder in die Versorgung der Bevölkerung des Großdeutschen Reiches eingebunden waren, wodurch es den Machthabern nicht gelang, den Konzern in ein „deutsches Syndikat“ zu überführen. 1945 wurde die Firma nach Hamburg übersiedelt.
1958 wurde aus der Dachgesellschaft Margarine-Union AG eine GmbH, die Margarine-Union GmbH.
Am 1. Januar 1971 wurde die deutsche Unilever GmbH als Holding für den deutschen Teilkonzern gegründet und übernahm das Kapital aller am Markt operierenden Geschäfte der deutschen Gruppe. Die Margarine-Union GmbH wurde in diesem Zuge am 1. April 1972 umbenannt in Union Deutsche Lebensmittelwerke GmbH mit Sitz in Hamburg, unter anderem, um dadurch neu hinzugekommene Geschäftsfelder neben Margarine hervorzuheben. Vorsitzender der Geschäftsleitung der Union Deutsche Lebensmittelwerke war bis 1981 Kurt Möck (* 1919, ab 1972 auch ehrenamtlicher Vorsitzender des Deutschen Markenverbands). Die Union Deutsche Lebensmittelwerke GmbH ging später in der Unilever Deutschland GmbH auf.